# Hans Vonk (football)
Pour les articles homonymes, voir Hans Vonk.
Hans Vonk (né le 30 janvier 1970 à Alberton) est un footballeur sud-africain. Il s'agit d'un gardien de but possédant également la double-nationalité néerlandaise et qui a évolué en tant que titulaire dans certains clubs du Championnat des Pays-Bas.
Il totalise 43 sélections pour l'équipe d'Afrique du Sud entre mai 1998 et novembre 2005. Il était le titulaire dans le but sud-africain lors de la Coupe du monde 1998 et le remplaçant d'Andre Arendse lors du Mondial 2002.
À l'été 2004, il quitte le SC Heerenveen, où il a passé huit saisons, pour devenir le troisième gardien de l'Ajax Amsterdam, derrière Maarten Stekelenburg et Bogdan Lobonţ. À l'été 2006, il choisit de rejoindre l'Ajax Cape Town, satellite du club d'Amsterdam, en signant un contrat de deux ans. Après un conflit avec l'entraîneur du club du Cap, Vonk est libéré par son club. Il s'engage de nouveau à l'Ajax Amsterdam à l'été 2008, puisque, à cause de blessures chroniques, Maarten Stekelenburg et Dennis Gentenaar laissent le seul Kenneth Vermeer dans le but ajacide. Voyant que le retour de Stekelenburg le condamnerait à devenir troisième gardien, il préfère retourner dans le club où il a disputé le plus de matches, le SC Heerenveen, pour jouer la doublure de l'international belge Brian Vandenbussche et évoquer une reconversion dans l'encadrement du club.
En juin 2009, il décide de rentrer au pays et signe à l'Ajax Cape Town.

## Palmarès
- Ajax Cape Town Football Club :
  - Vainqueur de la Coupe d'Afrique du Sud en 2007.
  - Finaliste du Telkom Knockout en 2010.
  - Finaliste du MTN 8 en 2009.

- Sportclub Heerenveen :
  - Vainqueur de la Coupe des Pays-Bas en 2009.